# Formales Schema
In der algebraischen Geometrie ist ein formales Schema eine Verallgemeinerung eines Schemas. Grob gesagt beschreibt ein formales Schema eine infinitesimale Umgebung eines Schemas. Formale Schemata finden Anwendung in der Deformationstheorie und rigid-analytischen Geometrie. Es gibt verschiedene Definitionen in der Literatur, häufig werden aus technischen Gründen lediglich lokal noethersche formale Schemata definiert.

## Definition
Die Definition eines formalen Schemas funktioniert analog zur Definition eines Schemas. Zunächst wird für sogenannte zulässige topologische Ringe das formale Spektrum definiert. Ein formales Schema ist dann ein Raum, der lokal isomorph zum formalen Spektrum eines zulässigen Ringes ist.

### Zulässige Ringe
Ein zulässiger Ring ist ein vollständiger Hausdorffscher kommutativer topologischer Ring {\displaystyle A}, der ein offenes Ideal {\displaystyle I} besitzt, sodass für jede offene Umgebung {\displaystyle V} von {\displaystyle 0}, {\displaystyle I^{n}\subset V} für ein {\displaystyle n\geq 1} ist. Ein solches Ideal wird Definitionsideal von {\displaystyle A} genannt.
Die Menge der Definitionsideale von {\displaystyle A} bildet eine Umgebungsbasis der {\displaystyle 0}.

### Formales Spektrum
Sei {\displaystyle A} ein zulässiger Ring und {\displaystyle \{I_{\lambda }\}_{\lambda }} die Familie aller Definitionsideale von {\displaystyle A}. Wir bezeichnen mit {\displaystyle \mathrm {Spf} (A)\subset \mathrm {Spec} (A)} den topologischen Teilraum offener Primideale von {\displaystyle A}. Ein Primideal von {\displaystyle A} ist genau dann offen, wenn es ein Definitionsideal enthält. Für ein beliebiges Definitionsideal {\displaystyle I_{\lambda }} gibt es also einen kanonischen Homöomorphismus {\displaystyle \mathrm {Spf} (A)\to \mathrm {Spec} (A/I_{\lambda })}. Für zwei Definitionsideale {\displaystyle I_{\lambda }\subset I_{\mu }} induziert die kanonische Projektion {\displaystyle A/I_{\lambda }\to A/I_{\mu }} einen Homöomorphismus {\displaystyle \mathrm {Spec} (A/I_{\mu })\to \mathrm {Spec} (A/I_{\lambda })}. Wir können also jede Strukturgarbe {\displaystyle {\mathcal {O}}_{\mathrm {Spec} (A/I_{\lambda })}} als Garbe auf {\displaystyle \mathrm {Spf} (A)} auffassen. Wir machen nun jede Garbe {\displaystyle {\mathcal {O}}_{\mathrm {Spec} (A/I_{\lambda })}} zu einer Garbe topologischer Ringe: Für jede kompakte offene Teilmenge {\displaystyle U\subset \mathrm {Spf} (A)} trage {\displaystyle {\mathcal {O}}_{\mathrm {Spec} (A/I_{\lambda })}(U)} die diskrete Topologie. Für eine beliebige offene Teilmenge {\displaystyle V\subset \mathrm {Spf} (A)} gilt aufgrund der Garbeneigenschaft {\displaystyle {\mathcal {O}}_{\mathrm {Spec} (A/I_{\lambda })}(V)=\lim _{U\subset V}{\mathcal {O}}_{\mathrm {Spec} (A/I_{\lambda })}(U)}, wobei {\displaystyle U} alle kompakten offenen Teilmengen von {\displaystyle V} durchläuft. {\displaystyle {\mathcal {O}}_{\mathrm {Spec} (A/I_{\lambda })}(V)} werde mit der Limes-Topologie ausgestattet. Diese Topologie wird in diesem Zusammenhang auch die pseudodiskrete Topologie genannt. Die Strukturgarbe {\displaystyle {\mathcal {O}}_{\mathrm {Spf} (A)}} ist nun der projektive Limes {\displaystyle \lim _{\lambda }{\mathcal {O}}_{\mathrm {Spec} (A/I_{\lambda })}} in der Kategorie der Garben topologischer Ringe auf {\displaystyle \mathrm {Spf} (A)}. Das formale Spektrum von {\displaystyle A} ist der topologisch geringte Raum {\displaystyle (\mathrm {Spf} (A),{\mathcal {O}}_{\mathrm {Spf} (A)})}.

### Formale Schemata
Ein formales Schema ist ein topologisch geringter Raum {\displaystyle ({\mathfrak {X}},{\mathcal {O}}_{\mathfrak {X}})}, sodass jeder Punkt {\displaystyle x\in {\mathfrak {X}}} eine offene Umgebung {\displaystyle U\subseteq {\mathfrak {X}}} besitzt, sodass {\displaystyle (U,{\mathcal {O}}_{\mathfrak {X}}|_{U})} als topologisch geringter Raum isomorph zum formalen Spektrum eines zulässigen Ringes ist. Ein Morphismus formaler Schemata ist ein Morphismus lokal geringter Räume, dessen Ringhomomorphismen stetig sind. Das definiert die Kategorie der formalen Schemata.

### Lokal noethersche formale Schemata
Ein formales Schema {\displaystyle {\mathfrak {X}}} heißt lokal noethersch, wenn jeder Punkt {\displaystyle x\in {\mathfrak {X}}} eine offene Umgebung besitzt, die isomorph zum formalen Spektrum eines noetherschen adischen Ringes ist. Ein lokal noethersches und quasi-kompaktes formales Schema heißt noethersch.

## Schemata als formale Schemata
Ein Schema {\displaystyle (X,{\mathcal {O}}_{X})} kann als formales Schema aufgefasst werden, indem die Strukturgarbe mit der pseudodiskreten Topologie ausgestattet wird. Das definiert einen volltreuen Funktor von der Kategorie der Schemata in die Kategorie der formalen Schemata.

## Formale Vervollständigung
Sei {\displaystyle X} ein noethersches Schema und {\displaystyle Y\subset X} ein abgeschlossenes Unterschema, das durch die Idealgarbe {\displaystyle {\mathcal {J}}} definiert ist. Wir definieren durch {\displaystyle {\mathcal {O}}_{\hat {X}}:=\lim _{n}{\mathcal {O}}_{X}/{\mathcal {J}}^{n}} eine Garbe von topologischen Ringen auf {\displaystyle Y}, wobei {\displaystyle {\mathcal {O}}_{X}/{\mathcal {J}}^{n}} die pseudodiskrete Topologie trage. Sei {\displaystyle {\hat {X}}:=Y}. Der topologisch geringte Raum {\displaystyle ({\hat {X}},{\mathcal {O}}_{\hat {X}})} ist ein noethersches formales Schema. Formale Schemata, die auf diese Weise definiert werden können heißen algebraisierbar.
Diese Konstruktion hängt nicht von der Wahl von {\displaystyle {\mathcal {J}}} ab. Für jede weitere Idealgarbe {\displaystyle {\mathcal {J}}'} mit Verschwindungsmenge {\displaystyle Y} ergibt sich ein kanonisch isomorphes formales Schema.
Ist {\displaystyle R} ein noetherscher Ring und {\displaystyle J\subset R} ein Ideal, so ist die Vervollständigung {\displaystyle {\hat {R}}:=\lim _{n}R/J^{n}} ein noetherscher adischer Ring. Die formale Vervollständigung von {\displaystyle \mathrm {Spec} (R/J)} in {\displaystyle \mathrm {Spec} (R)} ist isomorph zu {\displaystyle \mathrm {Spf} ({\hat {R}})}.